# 人面鱼纹彩陶盆

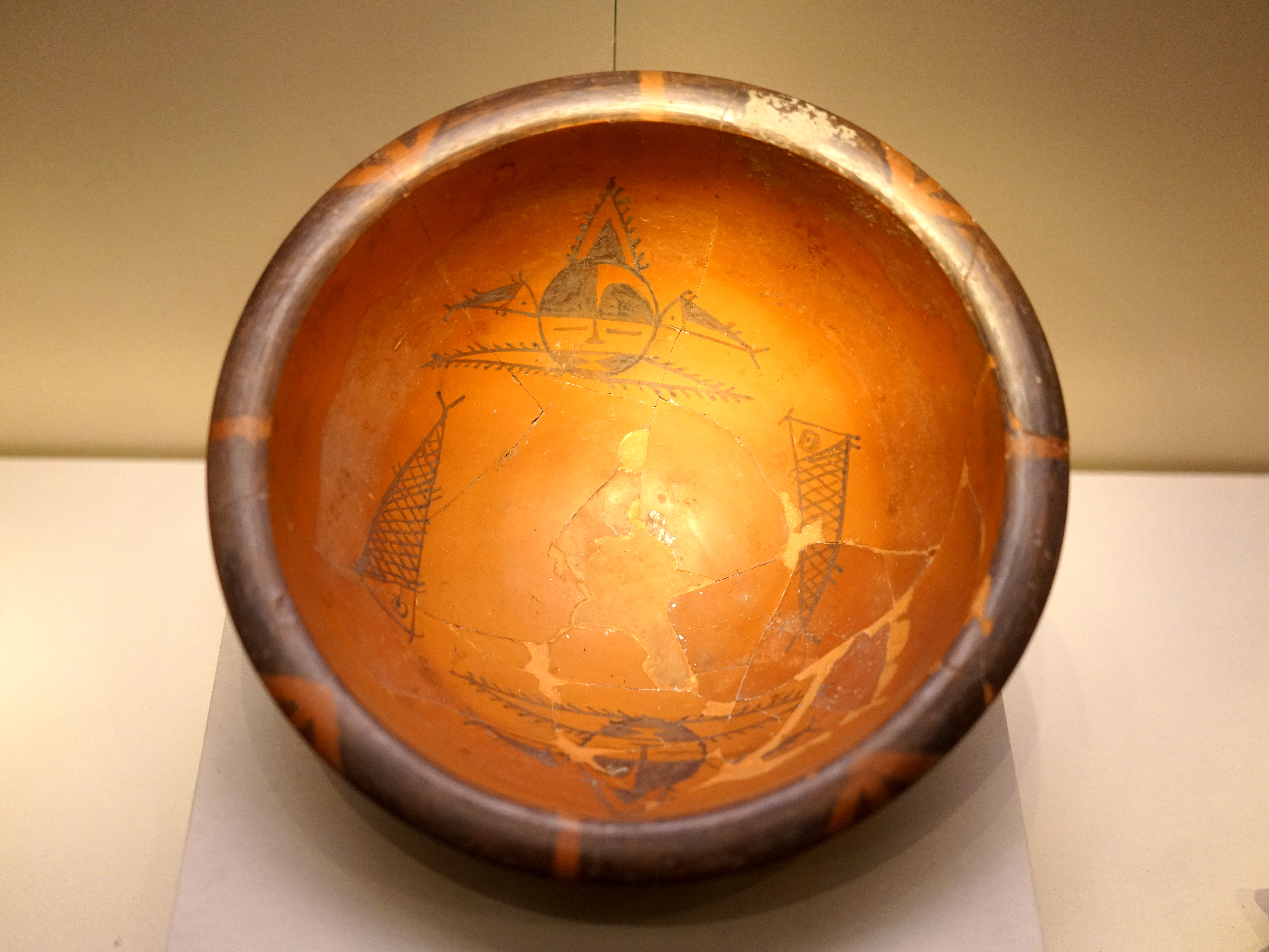
盆内侧图案

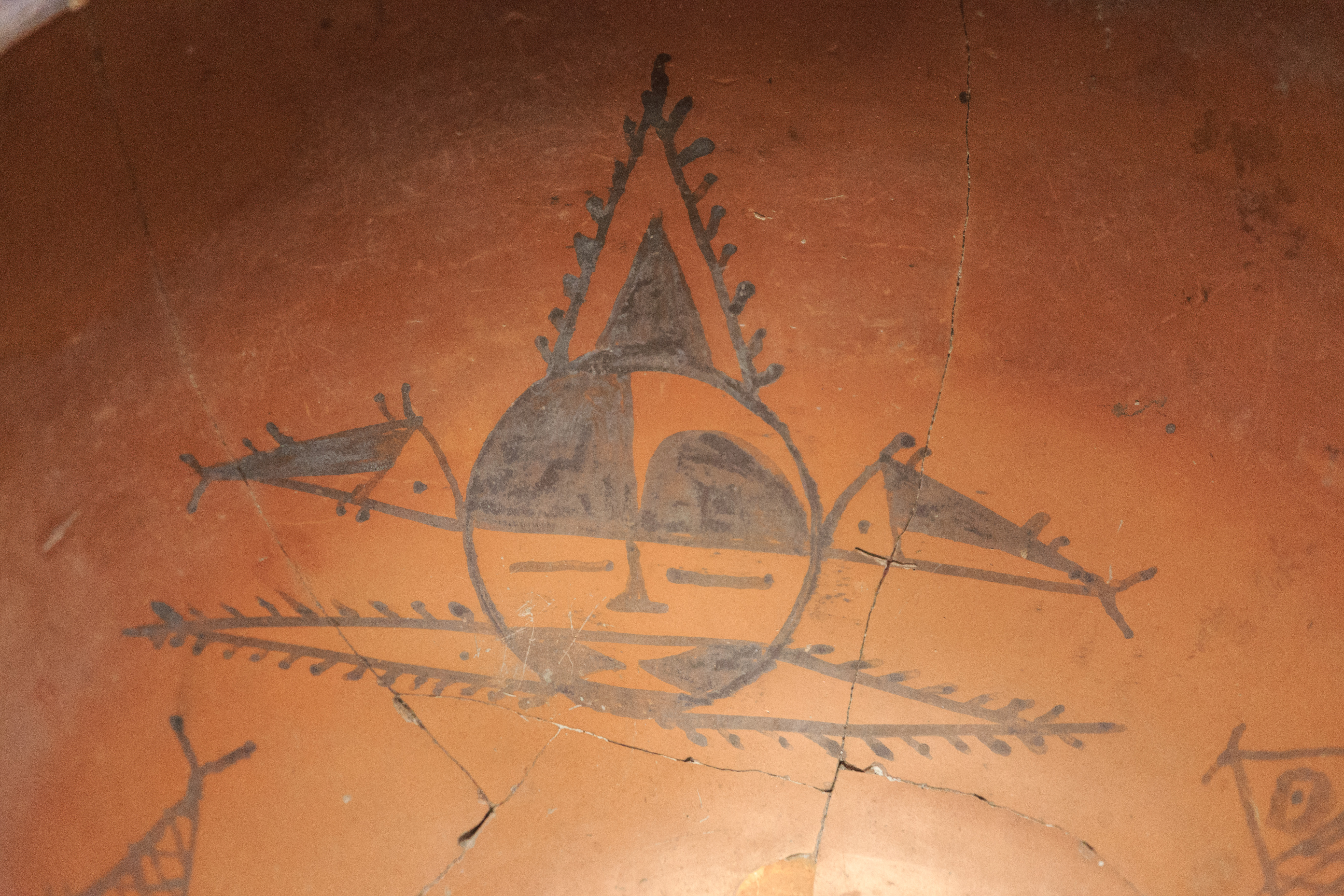
人面鱼纹细节

人面鱼纹彩陶盆是新石器时代仰韶文化彩陶器，1955年出土于陕西省西安市半坡遗址，是已发现的十件人面纹器物中最精美者，在半坡遗址出土文物中最为宝贵，现藏于中国国家博物馆。材質為细泥红陶，高16.5厘米，口径為39.8厘米，敞口卷唇，口沿处绘有间断黑色彩带，内壁則以黑彩绘出两组对称人面鱼纹。人面鱼纹彩陶盆是国家一级文物，被認爲是仰韶彩陶工艺的代表作之一，收录于国家文物局于2013年8月19日发布的《第三批禁止出境展览文物目录》。曾在《如果国宝会说话》第一季第一集出场。

## 出土与收藏
1953年春，半坡遗址被发现，随后中国科学院考古研究所于1954年至1957年对半坡遗址进行了五次考古发掘。1955年至1957年，半坡遗址共出土了七例人面鱼纹彩陶盆，但之后并未有新的人面鱼纹彩陶盆出土。
现藏中国国家博物馆。于2006年6月首次调回西安半坡博物馆参加展览。

## 外形与图案
人面鱼纹彩陶盆呈红色，高16.5厘米，口径39.8厘米。盆口处绘有间断的黑彩带，内部绘制有两组对称的人面鱼纹。人面为圆形，头顶有类似发髻的尖状物体和鱼鳍形装饰，额头右半部分涂黑，左半部分为黑色圆弧形，眼睛细而平直，鼻梁短，呈倒T形。双耳部位外侧各有一条部分涂黑的小鱼。紧贴人面轮廓，嘴巴左右两侧也各有一条较大的变形鱼纹，鱼头与嘴巴外廓重合，似乎是口内衔着两条鱼。除此以外，在两组人面鱼纹间，还有两条位置对称、朝向相反的大鱼。
人面鱼纹彩陶盆最大的特点在于其鱼纹。仰韶文化的日用陶器上常彩绘几何形图案或动物形花纹，因而又被成为“彩陶文化”。人面鱼纹，以及其他带有人面、鱼、蛙等图案的彩陶盆在半坡遗址、姜寨遗址、北首岭遗址等都有所发现。人面鱼纹的具体含义尚不明确，目前的主要观点有：
- 人面鱼纹象征巫师请鱼神附体，为夭折的儿童招魂祈福。因为仰韶文化中带有人面、鱼、蛙等图案的彩陶盆多覆盖在婴儿瓮棺，而成人瓮棺葬与成人墓中未有这种彩陶盆发现，有观点认为人面鱼纹彩陶盆是埋葬儿童的葬具[9]，可能与远古人们的生死观有关[10]；
- 人面鱼纹寓意仰韶文化的生育巫术，有祈求生殖繁盛的寓意，正也符合鱼在中国传统文化中生殖祝福的含义[11]；
  - 有更深入的解读认为，人面鱼纹图案实为婴儿出生。人面为刚出生的婴儿，头顶的鱼鳍形装饰意为婴儿毛发，双耳外侧的小鱼也是生育巫术的反映，寓意婴儿一出生就能听到巫师的召唤，人面上部的尖顶与下部的图案指女性外生殖器，象征婴儿已经分娩。两组人面鱼纹间的两条大鱼则有鱼图腾崇拜、祈求繁衍子女等观点[9]。根据考古发现，仰韶文化中婴儿夭折率较高，人面鱼纹也能与氏族部落渴望婴儿出生的心理印证[12]；
- 人面鱼纹与原始巫觋文化有关，人面实为巫师，双耳两侧的小鱼实为束发器或者巫师专门佩戴的装饰，嘴部特征可能为面部化妆[6]；
- 人鱼合体寓意鱼被充分神化，人面鱼纹是加以崇拜的图腾。人面鱼纹反映当时人们喜爱鲸面纹身，或常有这种类似的化妆式装饰[12]；
- 人面鱼纹与部落生产相关；
  - 人口衔鱼图案意为人们祈求在渔猎季节有更大的收获[12]；
  - 人面两侧的鱼指人在水中游泳捕鱼，网纹图形是某种捕鱼工具[10]；
- 人面鱼纹为另一种人面鱼身纹的简化或雏形[10]；
- 人面鱼纹实为月相图。仰韶文化出土的人面鱼纹图案中的人面额部的黑白情况共有五种，分别代指上弦月、望月、下弦月、晦朔不见、新月五种月相，例如人面鱼纹彩陶盆中，人面额部左侧全黑、右侧底部为黑色圆弧且其余全白指的是上弦月，因为上弦月出现在天穹右方。两组人面鱼纹间的大鱼鱼头的旋转方向表示月相循环。伴有鱼纹可能是因为当时人们对于月亮的知识来源于渔猎生活[13]，也可能是因为当时人们有月亮崇拜[14]；
- 有观点认为，人面鱼纹表明当时人们已有天干知识并通过北斗制历授时[6]。还有观点认为，人面鱼纹彩陶盆盆口的十字符号反映了中国古代宇宙观[15]。

除此以外，还有龙虱说、鱼神说、头上装饰飞头丰收说等学说。
2008年北京奥运会吉祥物福娃之一的贝贝的头部纹饰即源自于新石器时代的鱼纹图案。人面鱼纹也是西安半坡博物馆的标志。